# Walid Raad

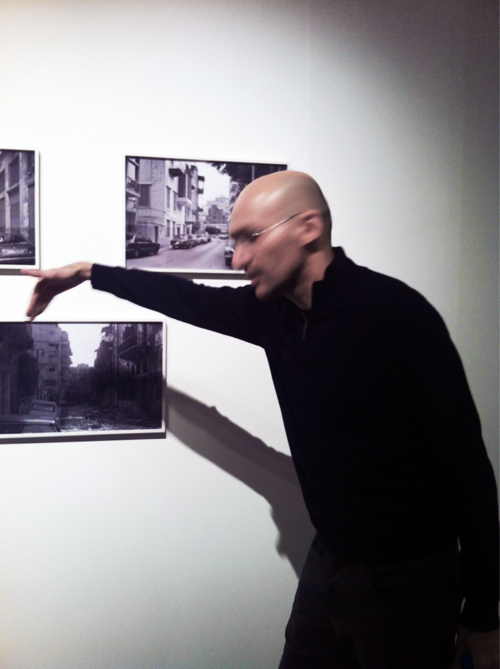
Walid Raad visar och diskuterar sina verk på Hasselblad Foundation i Göteborg, 2011.

Walid Raad, född 1967 i Chbanieh, Libanon, är en libanesisk samtidskonstnär som bor och arbetar i New York.
Walid Raad arbetar med en mängd olika tekniker, bland annat video, fotografi och essäer. Hans arbeten handlar om Libanons historia och främst då krigen i Libanon mellan 1975 och 1991. Raad bygger upp olika fiktiva arkiv, där gränsen mellan sanning och fiktion ibland kan kännas svår att fastställa.
Raads verk har bland annat visats på Documenta 11 och Venedigbiennalen. 2011 belönades han med Hasselbladpriset. Walid Raad är representerad vid bland annat Moderna Museet.

## Utställningar
- Miraculous Beginnings på Bildmuseet, Umeå Universitet, från 2011-02-19 till 2011-04-25 [3]